# هربرت وليامز
هربرت وليامز (4 سبتمبر 1860 - 30 نوفمبر 1942) (بالإنجليزية: Herbert Williams)‏ هو لاعب كريكت بريطاني وبريطاني (وحمل سابقاً جنسية المملكة المتحدة لبريطانيا العظمى وأيرلندا).